# اسپانیا در المپیک تابستانی ۱۹۹۲
اسپانیا در بازی‌های المپیک تابستانی ۱۹۹۲ که در شهر بارسلونا برگزار شد، کاروان اسپانیا با ۴۲۲ ورزشکار در این رقابت‌ها شرکت کرد و موفق به کسب ۲۲ مدال (۱۳ طلا، ۷ نقره، ۲ برنز) شد. در جدول رتبه‌بندی توزیع مدال‌ها، اسپانیا در ردهٔ ۶ مسابقات قرار گرفت.